# Cali Challenger
Il Cali Challenger è stato un torneo professionistico di tennis giocato su campi in terra rossa. Faceva parte dell'ATP Challenger Series. Si giocava annualmente a Cali in Colombia dal 1991 al 1997, ed è stato ripristinato per la sua ultima edizione del 2008.
Sempre nel 2008 si tenne la prima edizione dell'Open Cali I, altro torneo Challenger disputato nella città colombiana.

## Albo d'oro

### Singolare
| Anno      | Campione           | Finalista         | Punteggio     |
| --------- | ------------------ | ----------------- | ------------- |
| 2008      | Daniel Köllerer    | Paul Capdeville   | 6–4, 6–3      |
| 2007 1998 | Non disputato      | Non disputato     | Non disputato |
| 1997      | Ramón Delgado      | Sebastián Prieto  | 6–3, 1–6, 7–6 |
| 1996      | Mauricio Hadad (4) | Marcello Craca    | 6–3, 7–6      |
| 1995      | Gastón Etlis       | Karim Alami       | 6–1, 3–6, 6–3 |
| 1994      | Mauricio Hadad (3) | José Luis Noriega | 6–2, 6–2      |
| 1993      | Mauricio Hadad (2) | Nicolás Pereira   | 7–6, 7–6      |
| 1992      | Mauricio Hadad (1) | Mario Visconti    | 6–1, 6–2      |
| 1991      | Xavier Daufresne   | Martin Stringari  | 6–4, 6–3      |

### Doppio
| Anno      | Campioni                          | Finalisti                        | Punteggio           |
| --------- | --------------------------------- | -------------------------------- | ------------------- |
| 2008      | Daniel Köllerer Boris Pašanski    | Diego Junqueira Peter Luczak     | 6(4)–7, 6–4, [10–4] |
| 2007 1998 | Non disputato                     | Non disputato                    | Non disputato       |
| 1997      | Eduardo Medica Mariano Puerta     | Bernardo Martínez Marco Osorio   | 7–6, 7–5            |
| 1996      | Brett Hansen-Dent T. J. Middleton | Lucas Arnold Ker Patricio Arnold | 6–4, 6–3            |
| 1995      | Francisco Montana Claude N'goran  | Otavio Della Gustavo Kuerten     | 6–3, 3–6, 6–4       |
| 1994      | João Cunha e Silva Tomáš Anzari   | Bill Behrens Kirk Haygarth       | 7–6, 3–6, 6–3       |
| 1993      | Tom Kempers Jack Waite            | Christer Allgårdh Maurice Ruah   | 6–2, 6–4            |
| 1992      | Michael Geserer Fabio Silberberg  | Daniel Orsanic Mario Tabares     | 6–4, 6–4            |
| 1991      | Gustavo Guerrero Roberto Saad     | Gustavo Garetto Marcelo Ingaramo | 6–4, 7–6            |